# Totes Rennen

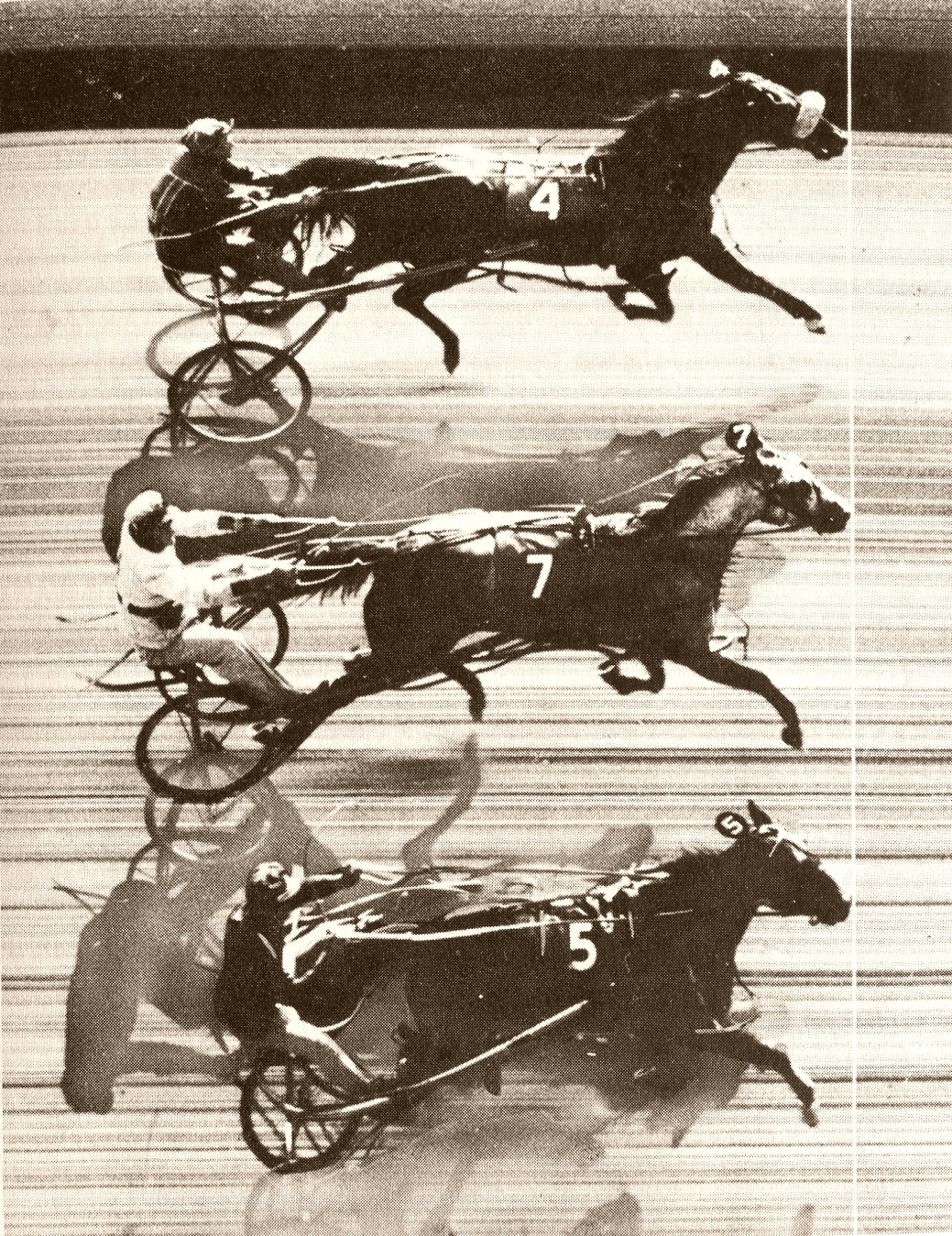
Das Zielfoto des ersten toten Rennens mit drei Siegern im Trabrennen, 3. Oktober 1953 am Freehold Raceway, USA

Ein totes Rennen (engl. dead heat) ist ein Rennausgang, bei dem zwei oder mehr Teilnehmer gleichzeitig als Erste das Ziel erreichen. Diese Bezeichnung wird bei Rennen im Motorsport, im Laufsport etc. angewendet; ursprünglich stammt sie aus dem Pferderennen, da die Buchmacher einen unentschiedenen Rennausgang als „tot“ bezeichneten. Bei toten Rennen wird die Siegprämie entsprechend geteilt (Näheres siehe Sweepstakes bzw. Calcutta-Auktion).

## Tote Rennen und Wetten

### Wetten bei Buchmachern
Im Falle eines toten Rennens reduzieren die Buchmacher die Auszahlungen auf gewinnende Wetten wie folgt:
Gibt es z. B. zwei Sieger, so wird zur Berechnung des Auszahlungsbetrags die Brutto-Quote halbiert. Beträgt die Quote z. B. 3,00, so wird mit einer Quote von 1,50 abgerechnet.
Diese Vorgehensweise ist wie folgt motiviert: Würde zwischen den beiden Siegern per Losentscheid ein einzelner Gewinner bestimmt werden, so erhielte der Wettkunde in der Hälfte der Fälle den vollen Auszahlungsbetrag (d. h. Einsatz mal Quote) in der anderen Hälfte der Fälle aber nichts. Im Mittel erhält der Kunde daher 1/2 mal Einsatz mal Quote.
Bei einem toten Rennen kann es vorkommen, dass ein Wettteilnehmer trotz seiner richtigen Vorhersage weniger als seinen Einsatz zurückbekommt: Beträgt nämlich die Quote z. B. 1,60, so erhält der Kunde für jeden gesetzten Euro gerade 80 Cent zurück.
Gibt es drei Sieger, so wird die Quote gedrittelt usw.
Bei Wettbewerben, bei denen lediglich zwei Starter bzw. Mannschaften teilnehmen und keine Unentschieden-Quote angeboten wird, wird im Falle eines toten Rennens der Einsatz rückerstattet (dies gilt auch für Wetten am Totalisator).

### Wetten am Totalisator

#### Siegwetten
Das Verfahren bei Siegwetten ist analog dem Verfahren bei Buchmacherwetten:
Beispiel: Auf die Siegerpferde Cherry und Black Dream wurden € 2000 bzw. € 1000, auf alle Starter insgesamt € 6000 gesetzt. Dieser Betrag, der sogenannte Gross pool, wird wie gewohnt um den Take out vermindert, sodass ein Net pool von € 5000 an die Gewinner ausgeschüttet wird. Der Gewinntopf wird nun – entsprechend der Anzahl der Sieger im toten Rennen – in gleiche Teile geteilt, also jeweils € 2500.
Die Gewinnquote errechnet sich somit zu 2500 / 2000 = 1,25 für Cherry und 2500 / 1000 = 2,50 für Black Dream.
Ein Wett-Teilnehmer, der z. B. € 20 auf Cherry gesetzt hat, erhält 1,25 · € 20 = € 25 zurück, sein Reingewinn beträgt € 5.
In gleicher Weise werden bei einem toten Rennen die Quoten für Zweier- und Dreierwetten bestimmt – an die Stelle der gewinnenden Pferde treten in der Berechnung aber die gewinnenden Voraussagen.

#### Platzwetten
Die Berechnung der Quoten bei Platzwetten bei einem toten Rennen sei anhand eines Rennens mit drei Platzrängen erläutert.
Laufen zwei Pferde gleichzeitig als Sieger ein und gibt es einen eindeutigen dritten Platz, so können die Platzquoten wie gewohnt ermittelt werden. Es ist dabei gleichgültig, welches der beiden Pferde als erster oder zweiter Platz gewertet wird. Dasselbe gilt für den höchst ungewöhnlichen Fall eines toten Rennens mit drei Siegern.
Eine besondere Vorgehensweise verlangt das folgende Beispiel.
Beispiel: Die Pferde Cherry und Black Dream belegen die Plätze eins und zwei, Morning Star und Doreen belegen gemeinsam den dritten Platz. Die Einsätze auf diese Pferde seien 2000 €, 1000 € und 800 € und 200 €; auf alle Starter insgesamt seien € 6000 gesetzt. Dieser Betrag wird nun wieder um den sogenannten Take out vermindert, sodass 5000 € an die Gewinner ausgeschüttet werden.
Von diesem Betrag wird nun die Summe der Einsätze auf die beiden erstplatzierten Pferde, sowie die Hälfte der Einsätze auf die beiden drittplatzierten, also insgesamt 3500 €, abgezogen.
Die verbleibenden 1500 € werden nun entsprechend den drei Gewinnrängen auf drei Töpfe zu 500 € aufgeteilt; der Topf für den dritten Platz wird nun weiter geteilt in zweimal 250 €, entsprechend der Anzahl der Pferde auf diesem Platz.
Die Netto-Quote für das Siegerpferd Cherry beträgt somit 500 / 2000 = 0,25; die Brutto-Quote erhält man durch Addition von 1, sie beträgt daher 1,25. Ein Wett-Teilnehmer, der z. B. 20 € auf Cherry gesetzt hat, erhält 1,25 · 20 € = 25 € zurück, sein Reingewinn beträgt 5 € oder 0,25 · 20 €.
Analog errechnet sich die Platzquote für Black Dream mit 500 / 1000 = 0,5; die Bruttoquote beträgt daher 1,5.
Zur Berechnung der Quoten für die beiden Pferde im toten Rennen, Morning Star und Doreen, bestimmt man zunächst die Quotienten 250 / 800 bzw. 250 / 200 und addiert dann jeweils 1/2 (für die Pferde im toten Rennen wird ja nur der halbe Einsatz rückerstattet) und erhält so die Werte 0,8125 bzw. 1,75.